# 藤口実一
藤口 実一（ふじぐち じついち）は、昭和前期の日本の陸上競技選手。五種競技の元日本記録保持者。極東選手権チャンピオン。群馬県出身。

## 略歴
- 1925年、全日本陸上競技選手権大会で五種競技に優勝。同年、五種競技で3146.695点の日本新記録を樹立。
- 1927年、全日本陸上競技選手権大会で五種競技に優勝
- 上海で行われた第八回極東陸上競技選手権大会で五種競技に優勝
- 五種競技の日本のエースとして活躍、戦前の日本陸上界を引っ張った